# پرستیه‌یو
پْرُستیه‌یُو (به چکی: Prostějov) شهری در منطقه اولوموتس کشور جمهوری چک است که جمعیت آن در سال ۲۰۰۷ میلادی ۴۵٫۸۵۸ نفر بوده‌است.